# Serguéi Vinográdov
Serguéi Arsénievich Vinográdov (en ruso: Сергей Арсеньевич Виноградов; Nekrasovskoye, Imperio ruso, 1 de julio de 1869 – Riga, Letonia, 5 de febrero de 1938) fue un pintor impresionista ruso-soviético; conocido por sus pinturas de paisajes, escenas de género e interiores.

## Biografía
Serguéi Vinográdov nació en 1869 en la localidad de Nekrasovskoye en la gobernación de Yaroslavl (Imperio ruso). Hijo de un cura rural. De 1880 a 1889, estudió en la Escuela de Pintura, Escultura y Arquitectura de Moscú con profesores como Illarion Prianishnikov, Vladímir Makovski y Vasili Polénov, quienes tuvieron una gran influencia en su estilo. En 1888, se le concedió el título de «Artista del año». Al año siguiente, se trasladó a la Academia Imperial de las Artes; donde fue alumno de Bogdan Willewalde y Carl Wenig.
Después de graduarse en la academia, se trasladó a Járkov para enseñar en una escuela de oficios. Regresó a Moscú en 1896 y encontró trabajo realizando ilustraciones para el editor Alexei Stupin. En 1896, se convirtió en profesor en la Academia Estatal Stroganov de Artes Industriales y Aplicadas de Moscú (cargo que ocuparía hasta 1913). Dos años más tarde, comenzó a exponer con el grupo de artistas conocidos como los «Peredvízhniki». En 1903, se convirtió en uno de los fundadores de la «Unión de Artistas Rusos». Fue nombrado «Académico» en 1912 y se convirtió en miembro de la Academia Imperial de las Artes en 1916.
Durante la Primera Guerra Mundial, vivió en Gurzuf (Crimea) en una casa de campo (dacha) propiedad de Konstantín Korovin. Mientras estuvo allí, se centró en pintar escenas militares y diseñar carteles. Después de la guerra, ayudó a decorar el Kremlin de Moscú, con motivo del primer aniversario de la Revolución Bolchevique.
En 1923, ayudó a organizar una exposición itinerante de arte ruso y acompañó la exposición a su primera exhibición en Nueva York. A su regreso, se instaló en Riga (Letonia), donde inicialmente enseñó en los estudios de Nikolái Bogdanov-Belski, y luego estableció su propia escuela privada.
Aunque en esa época se concentró en pintar paisajes, también trabajó en otros géneros; en particular, una serie de retratos que representan a los sacerdotes en la Catedral de la Natividad de Riga, paisajes de Latgalia y vistas del monasterio de las Cuevas de Pskov. A principios de la década de 1930, escribió una serie de ensayos sobre la escena artística rusa prerrevolucionaria que se publicaron en la revista Segodnya.
Murió en Riga, a causa de una neumonía, el 5 de febrero de 1938 y fue enterrado en el cementerio de Pokrova Kapi.

## Obras selectas

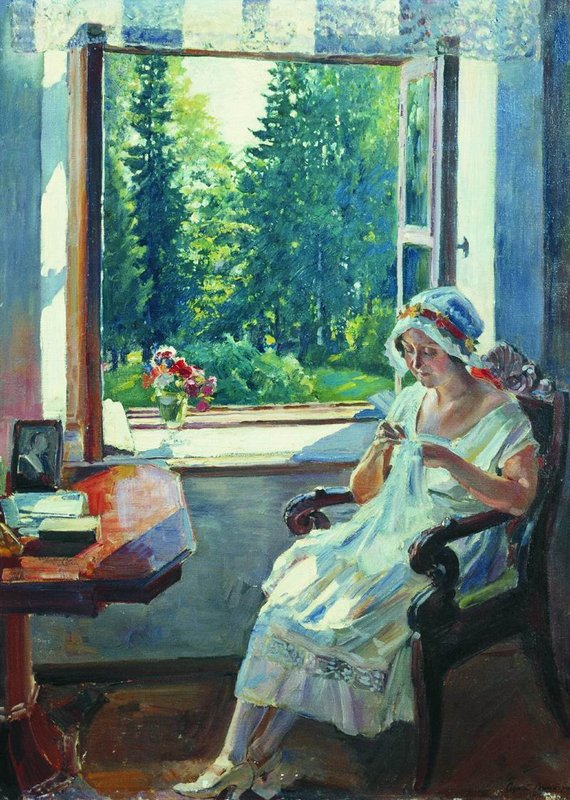
Mañana
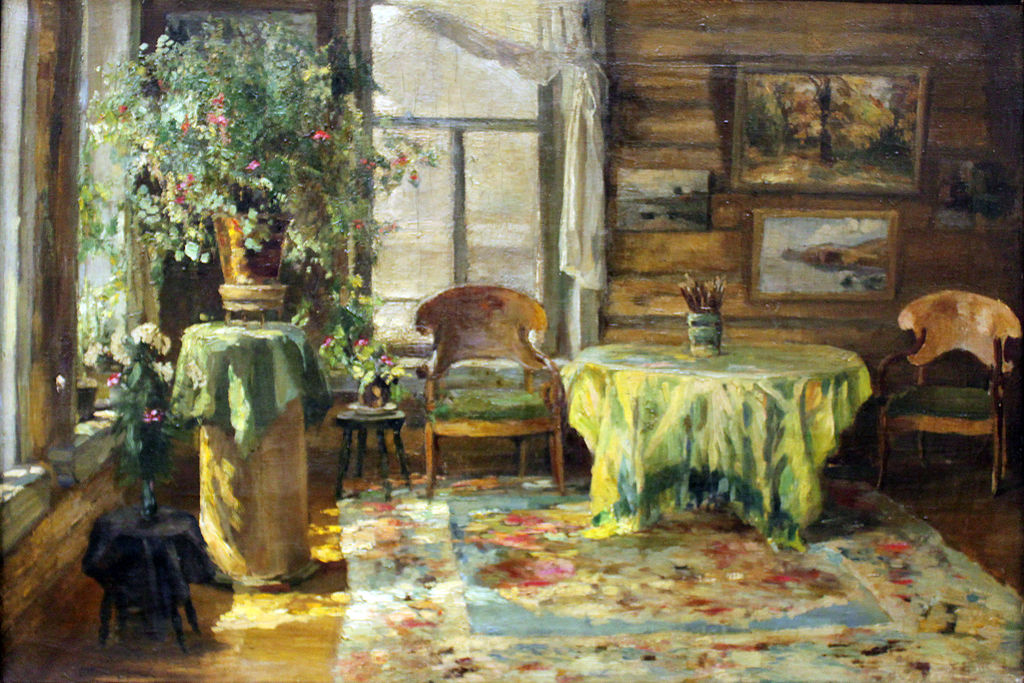
En la Dacha. 1932
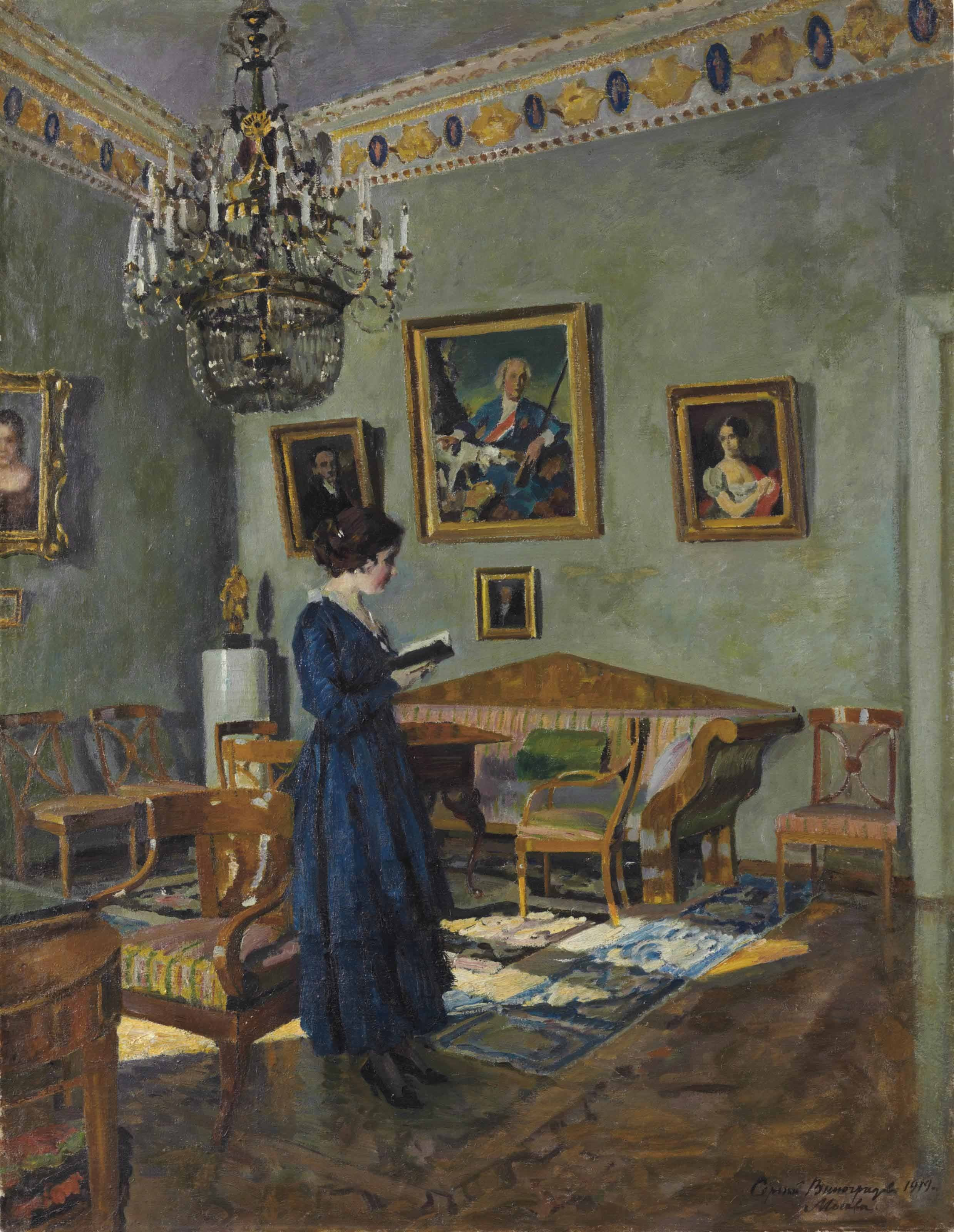
Mujer joven leyendo
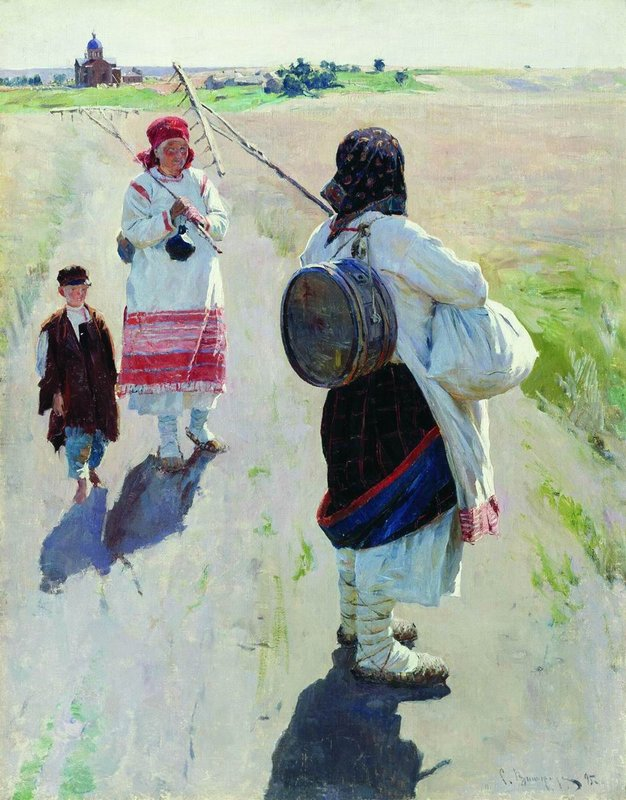
Yendo al trabajo
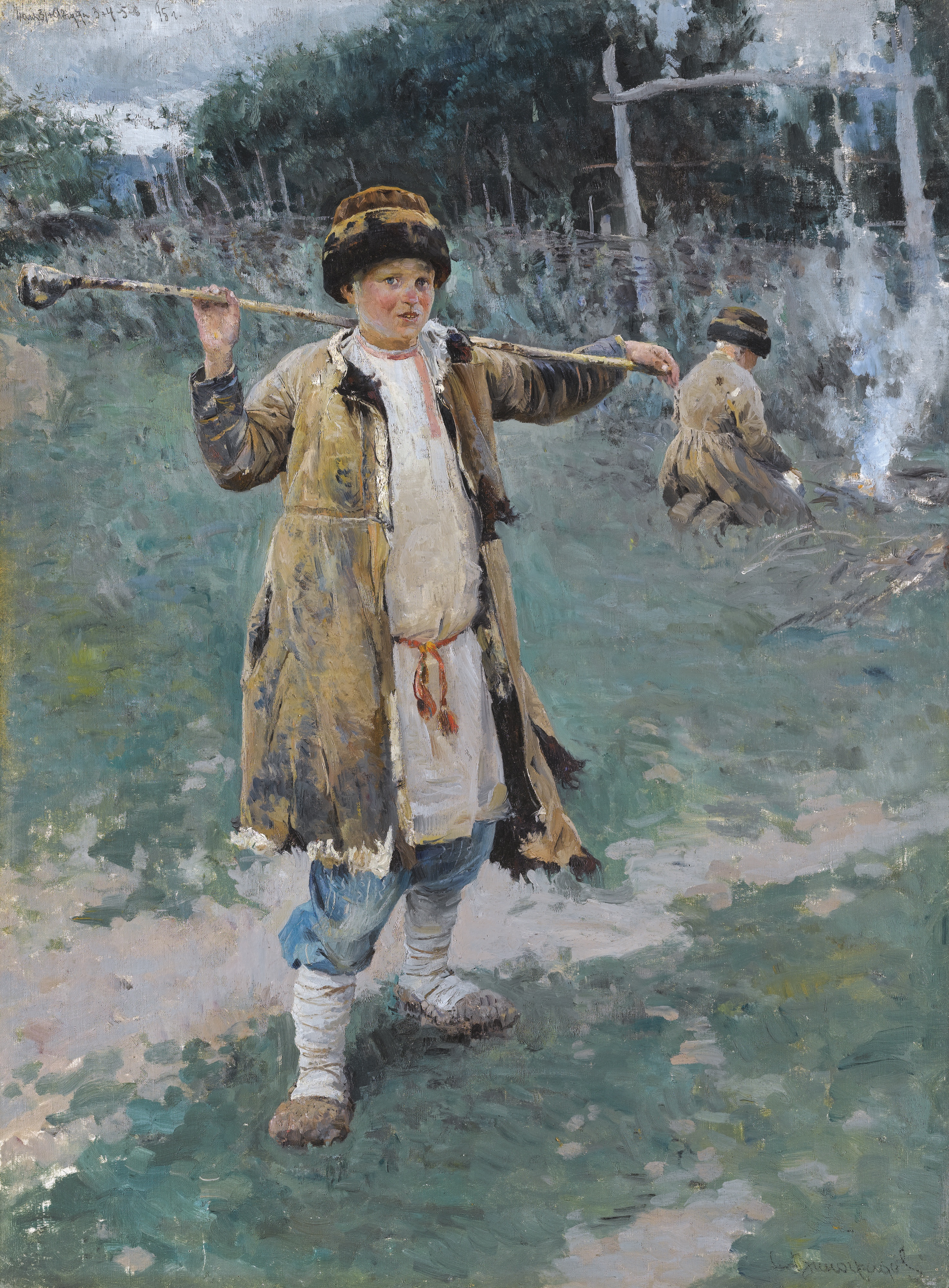
Chicos del pueblo
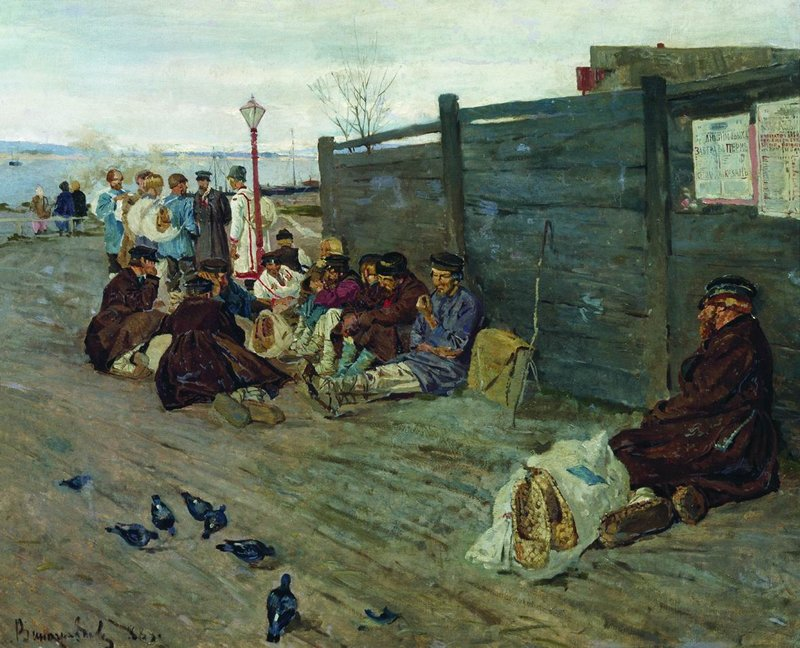
Esperando el ferry
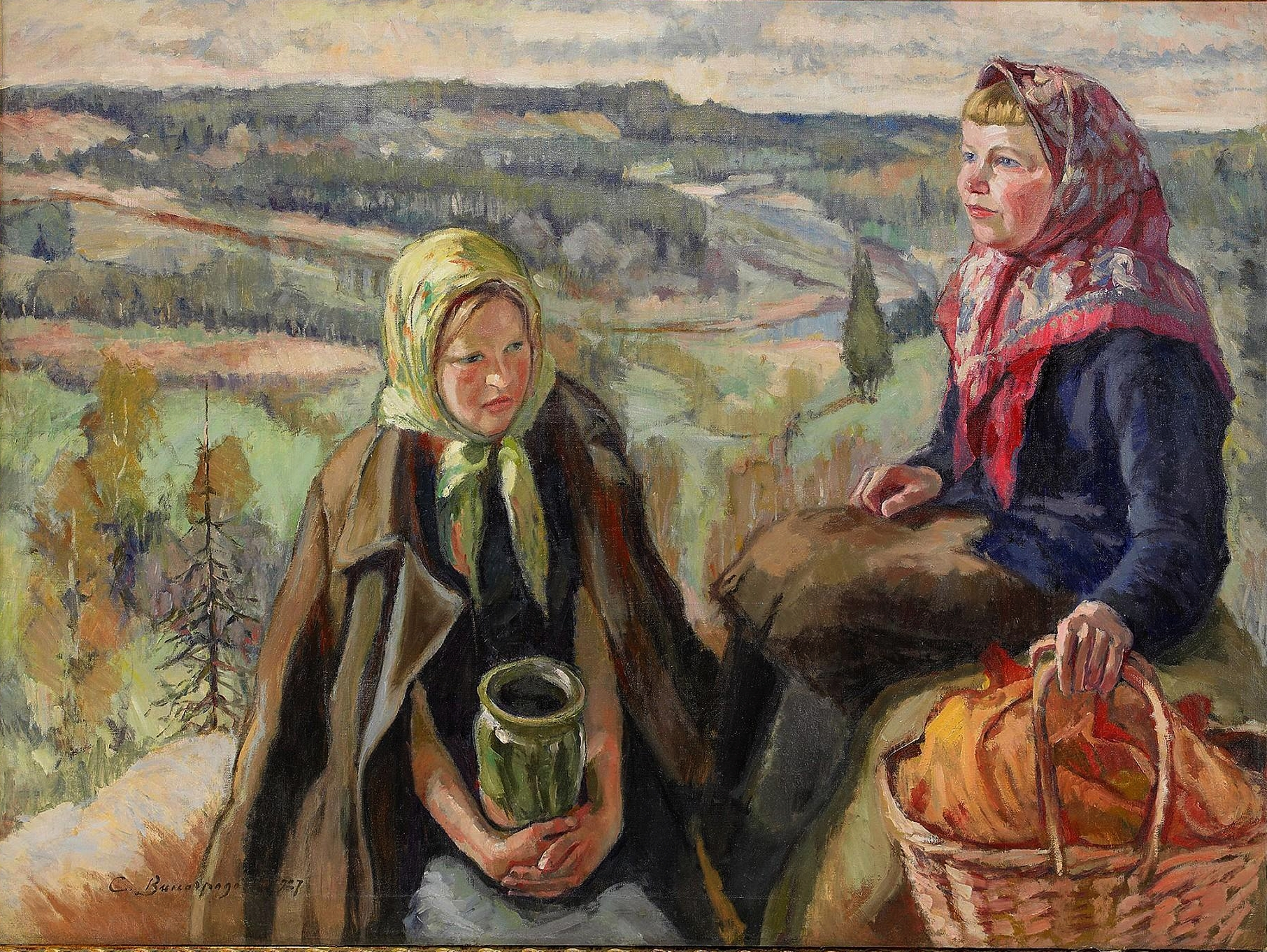
Chicas del pueblo